# Kanton Hazebrouck-Nord
Kanton Hazebrouck-Nord (francouzsky Canton d'Hazebrouck-Nord) je francouzský kanton v departementu Nord v regionu Nord-Pas-de-Calais. Tvoří ho 10 obcí.

## Obce kantonu
- Blaringhem
- Caëstre
- Ebblinghem
- Hazebrouck (severní část)
- Hondeghem
- Lynde
- Renescure
- Sercus
- Staple
- Wallon-Cappel